# Схизофрагма
Схизофра́гма, или вскрытосте́нка (лат. Schizophragma) — род кустарниковых цветковых растений семейства Гортензиевые (Hydrangeaceae).

## Ботаническое описание
Представители рода — кустарники с прямостоячим или вьющимся стеблем, образующим воздушные корни.
Листья очерёдные, на зиму опадающие, с простой пластинкой, край которой может быть цельным или зазубренным.
Цветки обычно имеются как стерильные, так и фертильные. У стерильных цветков один чашелистик обычно увеличен в размерах (а не несколько, как у гортензии). Плодообразующие цветки невзрачные, мелкие. Венчик состоит из свободных быстро опадающих лепестков. Тычинки свободные, в количестве 10. Завязь полунижняя, 4—5-гнёздная. Пестик один, с головчатым рыльцем.
Плод — коробочка обратноконической формы, продольно разлинованная. Семена многочисленные, веретеновидные, крылатые.

## Ареал
Виды схизофрагмы в дикой природе произрастают исключительно в Азии. 9 видов — эндемики Китая.

## Таксономия

### Виды
- Schizophragma choufenianum Chun, 1954
- Schizophragma corylifolium Chun, 1954
- Schizophragma crassum Hand.-Mazz., 1922
- Schizophragma fauriei Hayata, 1906
- Schizophragma hydrangeoides Siebold & Zucc., 1838 — Схизофрагма гортензиевидная
- Schizophragma hypoglaucum Rehder, 1911
- Schizophragma integrifolium Oliv., 1890 — Схизофрагма цельнолистная
- Schizophragma megalocarpum Chun, 1954
- Schizophragma molle (Rehder) Chun, 1954